# Yunxianmänniskan
Yunxianmänniskan (郧县人; Yúnxiànrén) är ett fynd av fossiler av en äldre stenålders-människa i Hubei i Kina. Fyndet består av två skadade, men relativt kompletta kranium, och är de bäst bevarade fynden från tidsåldern. Även en mängd stenredskap har hittats vid platsen.
De båda fynden gjordes 1989 och 1990 vid Hanflodens strand väster om Yunyang och är daterade till mellan 1 100 000 och 900 000 år före vår tid. Yunxianmänniskan har klassificeras både som Homo erectus och som arkaisk Homo sapiens.